# Подграє
Подграє (словен. Podgraje) — поселення в общині Ілірська Бистриця, Регіон Нотрансько-крашка, Словенія. Висота над рівнем моря: 463 м.